# 박부용
박부용(朴芙蓉, 1901년 ~ ?)은 일제강점기의 여성 민요 명창이자 가수이다.

## 생애
1901년 경상남도 창원에서 출생하였고 지난날 한때 경상남도 진주에서 잠시 유아기를 보낸 적이 있으며, 일설에 경상남도 진주 출신이라는 설도 있었으나, 이는 와전된 것으로 알려졌다. 아버지가 사고로 갑자기 세상을 떠나자 홀어머니와 여동생과 같이 살았다.
1913년 누군가의 추천으로 그는 12세의 나이로 서울 광교조합(廣橋組合)에 기생 이름을 올리게 된다. 이때부터 가곡과 가사, 경서잡가(경기민요와 서도민요를 아울러 이르는 용어)를 비롯하여 고전무용의 영역인 각종 정재무, 춘앵무, 검무, 무산향까지 모두 익혔다. 그가 33세 되던 해인 1933년 그는 오케레코드의 소속으로 가수가 되었다. 서도민요인 영변가를 최소옥의 장구 반주로 홍소월과 함께 병창으로 불렀고, 긴 민요인 유산가를 박인영의 장구에 맞춰 불렀다. 이후 민요 사발가, 신개성난봉가, 범벅타령, 오돌독 등을 취입했다. 잡가로서는 신고산타령, 선유가, 수심가, 신늴리리야 등을 취입했다. 그가 부른 〈노들강변〉은 1934년 1월 신불출 작사, 문호월 작곡으로 세상에 나왔는데 노들강변이 수록되어 있는 음반은 오케레코드 창립 1주년에 나왔다. 신민요 가수로 많은 활약을 했으나, 이은파(李銀波)와 이화자(李花子) 등 후배 신민요 가수들이 등장하면서 그의 인기는 점차 수그러들었다. 1940년대 이후 행적을 알 수 없다.